# 胡同奎
胡 同奎（ホ・ドンキュ、1984年8月20日 - ）は、大韓民国出身のプロバスケットボール選手である。ポジションはフォワード。新潟アルビレックスBB所属。

## 来歴
浜松大学（現常葉大学）でのバスケットボール留学のため来日。
2008年にドラフト全体10位（2巡目）で新潟アルビレックスBB入団。

## 経歴
- 浜松大学 - 新潟（2008年〜2009年）